# Dysstroma rotundatefasciata
Dysstroma rotundatefasciata är en fjärilsart som beskrevs av Heydemann 1932. Dysstroma rotundatefasciata ingår i släktet Dysstroma och familjen mätare. Inga underarter finns listade i Catalogue of Life.